# Freedom Press

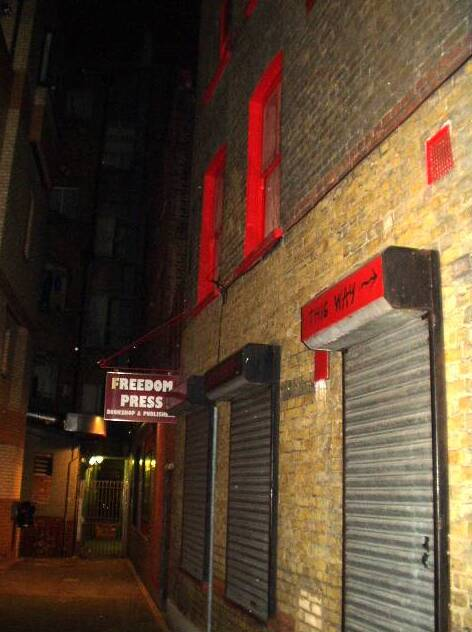
El edificio de Freedom Press, en Londres.

Freedom Press es la casa editorial anarquista más antigua existente del mundo, del habla inglesa y la más grande de Gran Bretaña. Su sede está en la calle principal 84b Whitechapel en el extremo del este de Londres. Junto a sus numerosos libros y folletos, el grupo también publica un periódico quincenal, Freedom, que es el único periódico nacional de línea anarquista con publicación regular en el Reino Unido.

## Historia
La prensa fue fundada en 1886 por un grupo de los amigos, incluyendo Charlotte Wilson y Piotr Kropotkin, que publicaban ya el periódico Freedom, y ha funcionado, con suspensiones cortas, desde ese tiempo. Mucha de la historia reciente de la librería está atada a Vernon Richards, que era la fuerza impulsora detrás de ambos, la editorial y el periódico, a partir de los años 1930s hasta adentrados los años 1990s. La librería fue atacada por el grupo neofascista Combat 18 en marzo de 1993, y eventualmente incendiada. El edificio todavía lleva un cierto daño visible de los ataques, y se han instalado protectores del metal en las ventanas y las puertas de la planta baja, previstas para proteger contra cualquier otro acto de violencia.
Freedom Press permanece hoy funcionando como casa editorial mientras que la impresión es hecha por Aldgate Press. (una imprenta cooperativa instalada en 1981 con dinero aportado por Vernon Richards). El edificio da alojamiento a un club autónomo, un archivo, una librería, un hacklab y un periódico. La biblioteca de Freedom Press es tenida en la Biblioteca de Bishopsgate. Ha publicado títulos de Clifford Harper, Dennis Gould, Nicolas Walter, Colin Ward, Murray Bookchin, Gaston Leval, William Blake y muchos otros, incluyendo ediciones del diario The Raven. Los temas de libros recientes incluyen Emiliano Zapata, Nestor Makhno y una reimpresión de El ABC del comunismo libertario de Alexander Berkman.